# Cratere Wallace (Luna)

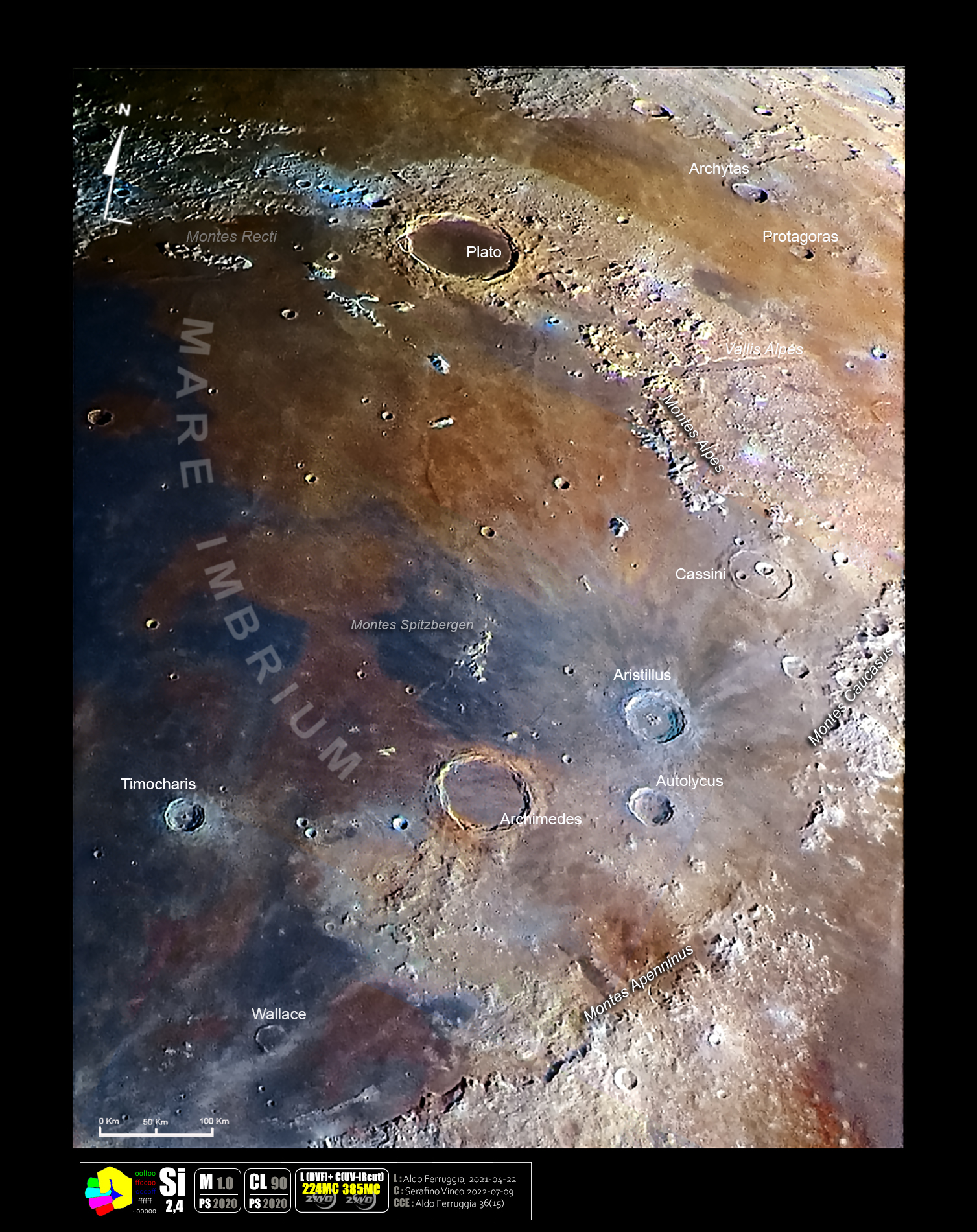
Il cratere e le strutture vicine in formato selenocromatico (Si)

Wallace è un cratere lunare, inondato dalla lava, intitolato al naturalista, esploratore, geografo, antropologo e biologo britannico Alfred Russel Wallace; è situato nella zona di sud-est del Mare Imbrium, a nord-est del cratere Eratosthenes. Il bordo del cratere ha una forma quasi poligonale, ma è rotto a sud-ovest. Il fondo del bacino è relativamente liscio e povero di crateri, anche se è colpito dalla raggiera del cratere Copernicus a sud-ovest. Il bordo del cratere si eleva dalla superficie del mare lunare di 0,4 km.

## Crateri correlati
Alcuni crateri minori situati in prossimità di Wallace sono convenzionalmente identificati, sulle mappe lunari, attraverso una lettera associata al nome.
| Wallace | Latitudine | Longitudine | Diametro |
| ------- | ---------- | ----------- | -------- |
| A       | 19,2° N    | 5,6° W      | 4 km     |
| C       | 17,6° N    | 6,4° W      | 5 km     |
| D       | 17,9° N    | 5,7° W      | 4 km     |
| H       | 21,3° N    | 9,1° W      | 2 km     |
| K       | 19,3° N    | 6,8° W      | 3 km     |
| T       | 21,9° N    | 5,1° W      | 2 km     |

I seguenti crateri sono stati rinominati dalla IAU:
1. Wallace B - vedi cratere Huxley.